# Monestir de Gomionica
El Monestir de Gomionica és un monestir de l'Església Ortodoxa Sèrbia dedicat a la Presentació de Maria i situat al poble de Kmećani, a 42 quilòmetres a l'oest de Banja Luka, a l'entitat de la República Sèrbia de Bòsnia i Hercegovina. El monestir és el centre espiritual de la regió coneguda com a Zmijanje.
Va ser fundat abans del 1536, encara que es desconeix la data exacta de la seva fundació. Hi ha documents que en parlen del segle xvi, però el seu nom actual prové d'un riu proper. A la segona meitat del segle xvi, l'abat del monestir es va apropar als otomans per l'actitud pacífica de la població d'una àmplia zona al voltant de Gomionica.
El monestir es va abandonar parcialment a finals del segle xvii (després de la Gran Guerra Turca) i durant la dècada de 1730. L'església va ser reformada diverses vegades durant els segles xviii i xix. L'escriptor Petar Kočić va assistir a l'escola primària organitzada al monestir. Va ser molt malmès durant la Segona Guerra Mundial, i el seu abat, Serafim Štrkić, va ser assassinat el 1941 per soldats croats associats als nazis.
Després de la guerra, Gomionica es va convertir en un monestir femení. El 1953, va ser designat com a monument cultural de Iugoslàvia, i el 2006 va ser proclamat Monument Nacional de Bòsnia i Hercegovina. Gomionica conté icones creadess del segle xvi al XIX, així com manuscrits i llibres impresos dels segles XIV al XVII. Una creu d'orfebreria anteriorment propietat del monestir, feta l'any 1640, es troba ara a la col·lecció de la Universitat de Londres, que l'ha adquirit de la col·lecció privada de Thomas Gambier Parry.